# 鹿角镇 (岳阳县)
鹿角镇，是位于湖南省岳阳市岳阳县西部的一个已撤销的镇。原名鹿角港，位于洞庭湖东岸，一峰临湖突兀，状类鹿角而得名。原镇人民政府驻岳阳县鹿角。
鹿角镇旧时为长沙至岳阳水运必经之道。明朝成化年间曾设巡检司于此；清朝乾隆四十年（1755年）以后，巴陵县主簿驻此。南宋时期制陶业发达。
唐朝韩愈贬谪岭南途经此，作《洞庭湖阻风赠张十一署》。清文学家吴敏树、民国政要贺衷寒均出生于此。
2015年11月，鹿角镇随城关镇、麻塘镇合并至新设立的荣家湾镇。

## 沿革
- 民国时期，属忠信乡
- 1949年，隶岳阳县二区
- 1956年，为荣家湾乡和鹿角乡
- 1958年，二乡合并为赛美公社，后改荣家湾公社
- 1961年，属荣家湾区鹿角公社与友爱公社
- 1984年，为鹿角区鹿角镇与友爱乡
- 1995年，撤区并乡，与友爱乡合并为鹿角镇

## 行政区划
鹿角镇辖32个自然村，1个居委会。
- 鹿角居委会
- 兴无村、大成村、高峰村、大同村、岳午村、华群村、葵花村、星火村、共同村、滨湖村、杨茂村、济美村、农科村、鹿角村、寿桥村、建新村、牛臬村、忠信村、先锋村、东庄村、幸福村、五爱村、三塘村、青莲村、文发村、富强村、金星村、群合村、周谢村、三义村、友爱村、群力村